# Izhak Graziani
Izhak Graziani, detto Ziko (in ebraico יצחק גרציאני‎?; Ruse, 4 agosto 1924 – Petah Tiqwa, 7 luglio 2003), è stato un direttore d'orchestra israeliano.

## Biografia
Nel 1948 si trasferì in Israele. Graziani fu un trombettista, e servì come soldato nell'Israel Defense Forces Orchestra tra il 1948 e il 1952. Dal 1952 al 1962 prestò servizio come riserva. Dopo il ritiro del direttore d'orchestra Shalom Ronli-Riklis nel 1960, Graziani prese il suo posto. Diventò direttore della IBA Radio Orchestra, si ritirò dall'IDF nel 2003 e morì tre mesi dopo.